# The Pokémon Company
The Pokémon Company (jap. 株式会社ポケモン Kabushiki-gaisha Pokemon) jest oddziałem Nintendo odpowiedzialnym za marketing i licencjonowanie serii Pokémon. Jego siedziba znajduje się w Roppongi Hills Mori Tower w Minato, Tokio. 

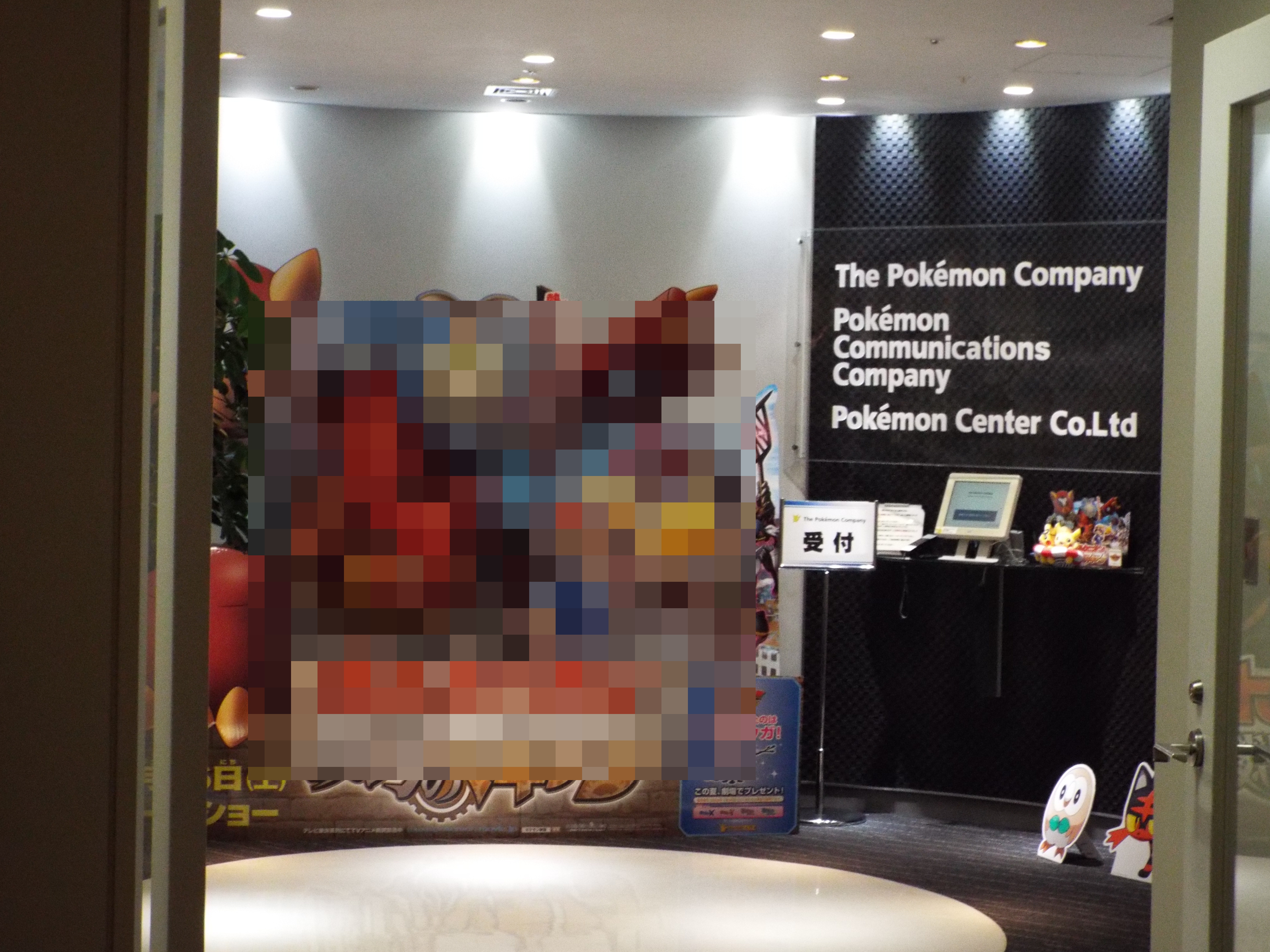
The Pokémon Company

Oddział rozpoczął działalność w 1998, wraz z otwarciem pierwszego Centrum Pokémon w Tokio, a jeszcze przed zarejestrowaniem znaku towarowego Pokémon Ltd., które nastąpiło w roku 2000. Oddział w Stanach Zjednoczonych (Pokémon USA, Inc) otwarty został w roku 2001 i miał odpowiadać za marketing i licencjonowanie serii Pokémon poza Azją. 
W roku 2009 Pokémon USA i jego brytyjski odpowiednik połączyły się w The Pokémon Company International, którego prezesem został Kenji Okubo.